# În numele iubirii
În numele iubirii (spaniolă En nombre del amor) este o telenovelă mexicană, difuzată în România de postul Acasă TV.

## Distribuție
- Victoria Ruffo - Macarena Espinoza de los Monteros
- Arturo Peniche - Juan Cristobal Gamboa
- Leticia Calderon - Carlota Espinoza de los Monteros
- Laura Flores - Camila Ríos
- César Évora - Eugenio Lizardi
- Natalia Esperón - Luz Laguillo
- Allisson Lozz - Paloma Espínoza de los Monteros Díaz
- Altair Jarabo - Romina Mondragón Ríos
- Sebastián Zurita - Emiliano Sáenz Noriega / Emiliano Ferrer Noriega
- Zoraida Gómez - Liliana Vega
- Alfredo Adame - Rafael Sáenz
- Víctor Cámara - Orlando Ferrer
- Magda Guzmán - Rufina "Rufi" Martínez
- Carmen Montejo - Doña Madeleine Martelli
- Olivia Bucio - Diana Noriega de Sáenz / Gudelia Noriega
- Gerardo Murguía - Juan Carmona / Basilio Gaitán
- Luis Hacha - Iñaki Iparraguirre
- Ferdinando Valencia - Germán Altamirano
- Pablo Magallanes - Aarón Cortázar
- Queta Lavat - Madre Superiora
- Angelina Peláez - Arcadia Ortiz
- Lucero Lander - Inés Cortázar
- Eduardo Liñán - Padre Benito Farías
- David Ostrosky - Dr. Rodolfo Bermúdez
- Yolanda Ventura - Angélica Ciénega
- Paty Díaz - Natalia Ugarte de Iparraguirre
- Conrado Osorio - Roberto Juárez
- Zoila Quiñones - Meche
- Ramón Abascal - Joel Martínez
- Jorge Alberto Bolaños - Samuel Mondragón